# Microtus anatolicus
Microtus anatolicus is een zoogdier uit de familie van de Cricetidae. De wetenschappelijke naam van de soort werd voor het eerst geldig gepubliceerd door Kryštufek & Kefioğlu in 2002.